# Никозская и Цхинвальская епархия
Никозская и Цхинвальская епархия (груз. ნიქოზისა და ცხინვალის ეპარქია, осет. Никоз æмæ Цхинвалы епархи) — епархия Грузинской православной церкви на территории де-юре Горийского муниципалитета края Шида-Картли, де-факто в. Республике Южная Осетия.
98 % епархии находится в частично признанном государстве Республика Южная Осетия. К территории епархии относятся село Квемо-Никози, Земо-Никози, (формально город Цхинвали, посёлок Джава (Дзау), посёлок Знаур, город Ахалгори (Ленингор) и вся бывшая Юго-Осетинская автономная область). На территории Грузии находятся сёла Верхнее и Нижнее Никози. Кафедральный, и единственный храм епархии находится соответственно в Нижнем Никози, там же резиденция архиерея.

## История
Никозская епархия — одна из первых 12 епархий христианской Грузии, основанных в V веке царём Вахтангом Горгасали, который в том же веке перенёс столицу из Мцхеты в Тбилиси.
Построенный в V веке, кафедральный собор на протяжении столетий претерпел множество архитектурных изменений.
Внутри него захоронены останки первомученика Грузии святого Раждена (V век, наставник жены царя Вахтанга, дочери иранского царя, происходивший из знатного персидского рода, обратившийся в христианство, храбрый военачальник, принявший мученическую смерть на распятии от своих бывших соотечественников, требовавших отказаться от веры).
После упразднения в 1811 году Российской империей автокефалии Грузинской церкви и её подчинения Синоду Русской церкви, наряду с другими, была закрыта и Никозская епархия. Автокефалию Грузинская церковь вернула 12 (25) марта 1917 года.
5 апреля 1995 года было принято решение заново открыть Никозскую епархию, которая была выделена из состава Урбнисской. Новую епархию возглавил епископ Исаия (Чантурия). Главный храм монастырского комплекса — Никозский кафедральный собор Гвтаэба, Церковь Вознесения, находится в Земо Никози (Верхнее Никози), рядом с ним — Дворец епископа, изначально IX—X веков, колокольня XVII века, чуть дальше — Церковь святых Архангелов X—XI веков.
Однако новая епархия окормляла в основном грузинское населения на своей территории, так как ещё в 1992 году осетинская православная община Южной Осетии во главе с мирянином Александром Пухатэ обратилась в Московский Патриархат принять её под свою власть, но там были вынуждены отказать по каноническим причинам. После этого отказа Александр Пухатэ был принят в Русскую Православную Церковь за границей, где принял сан и пострижен в монашество. В 2000 году было образовано Южно-Осетинское благочиние РПЦЗ. Однако курс РПЦЗ на воссоединение с Московский Патриархатом означал необходимость возвращения Южно-Осетинского благочиния в состав Грузинского Патриархата и поэтому Григорий (Пухатэ) в 2003 году перешёл в неканонический старостильный «Синод противостоящих», который образовал «Аланскую епархию» и поставил Григория (Пухатэ) во епископа.
До войны 2008 года епархия имела возможность духовно окормлять храмы в грузинских крупных и мелких сёлах на территории Республики Южная Осетия, в таких сёлах как: Тамарашени, Кехви, Ередви, Ачабети, Авневи, Нули, Ксуиси, Переви, Ахалгори, Икорти, и др. (Фактически почти все эти сёла не существуют, дома покинуты а грузинское население около 18 тысяч живет в центральной части Грузии).
11 августа 2008 года во время грузино-южноосетинской войны после воздушной бомбардировки сгорели Дворец епископа, монастырский жилой комплекс, находившиеся в нем большая библиотека и детская анимационная студия.

## Древние святыни
Монастыри: 
- Сабацминда, св. Саввы Освященного муж. монастырь (Южная Осетия, сел. Хеит, Цхинвальский район), основан в X в., возобновлен в 1997 г.;
- Никози, св. Раждена Первомученика муж. монастырь (Грузия, сел. Земо (Верхний) Никози, Горийский район), основан в 1995 г. при церкви Вознесения Господня 2-й пол. V в.
- Успения Пресвятой Богородицы жен. монастырь (Южная Осетия, г. Ленингор), основан в 2000 г.;
- Св. Алексия (Шушаниа) жен. монастырь (Южная Осетия, сел. Икот, Ленингорский район), основан в 2002 г.
- Тирский св. Або Тбилисского муж. монастырь (Южная Осетия, сел. Монастер, Цхинвальский район), основан XIII веке.
- Георгия Победаносца церковь (Южная Осетия, сел. Джер Цхинвальский район)
- Пресвятой Богородицы церковь (Южная Осетия, сел. Тигва Знаурский район)